# RAM Pickup (пятое поколение)
RAM Pickup DT — пятое поколение RAM Pickup. Производится с января 2018 года.

## Дизайн
Площадь автомобилей RAM 1500 и RAM Heavy Duty (HD) составляет порядка 1,21 м2. У большинства моделей светодиодные ДХО. Бампера автомобиля выполнены в хромированной оправе, некоторые из них окрашиваются в чёрный цвет. Впереди присутствует эмблема RAM. В зависимости от уровня комплектации на автомобиль ставят 18- , 20- и 22-дюймовые колёсные диски, сделанные из алюминия (у базовых моделей Tradesman стальные колёса).

## Модификации
Модификации автомобиля RAM Pickup DT оснащаются одинарной или двойной кабиной. Автомобили RAM 1500 оснащаются только двойной кабиной. Индексы моделей — Tradesman, Big Horn/Lone Star, Rebel, Laramie, Laramie Longhorn и Limited. С 2022 года автомобили RAM Pickup DT оснащены информационно-развлекательной системой U Connect 5.
Также производятся мелкосерийные варианты (RED) Edition 1500 при сотрудничестве с Product Red.

## Безопасность
В 2022 году автомобиль был протестирован страховым институтом дорожной безопасности и получил премию Top Safety Pick.

## RAM HD
Автомобиль RAM HD был представлен в Детройте 14 января 2019 года.

## Галерея

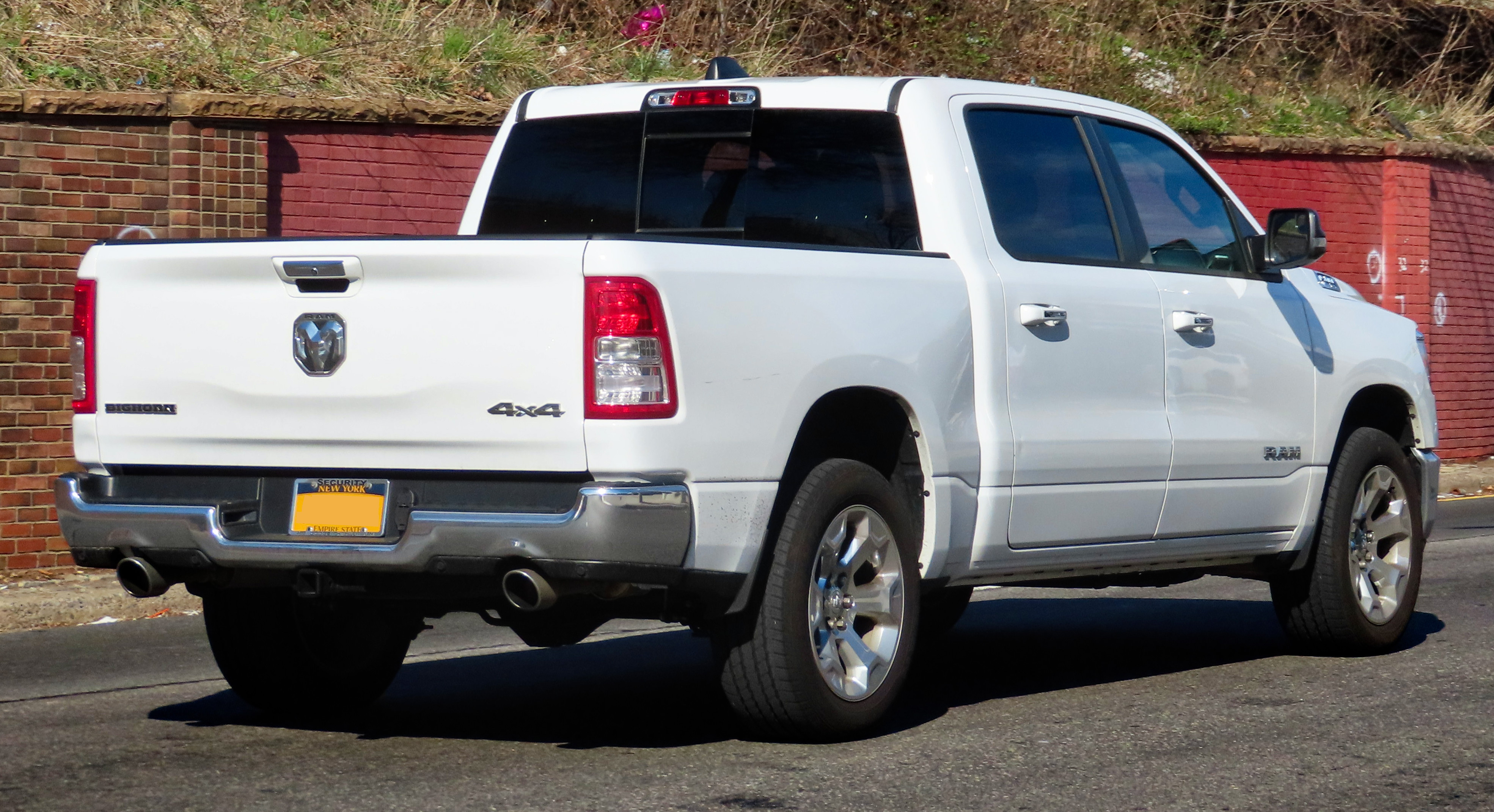
Ram 1500 Bighorn
Ram 1500 Rebel
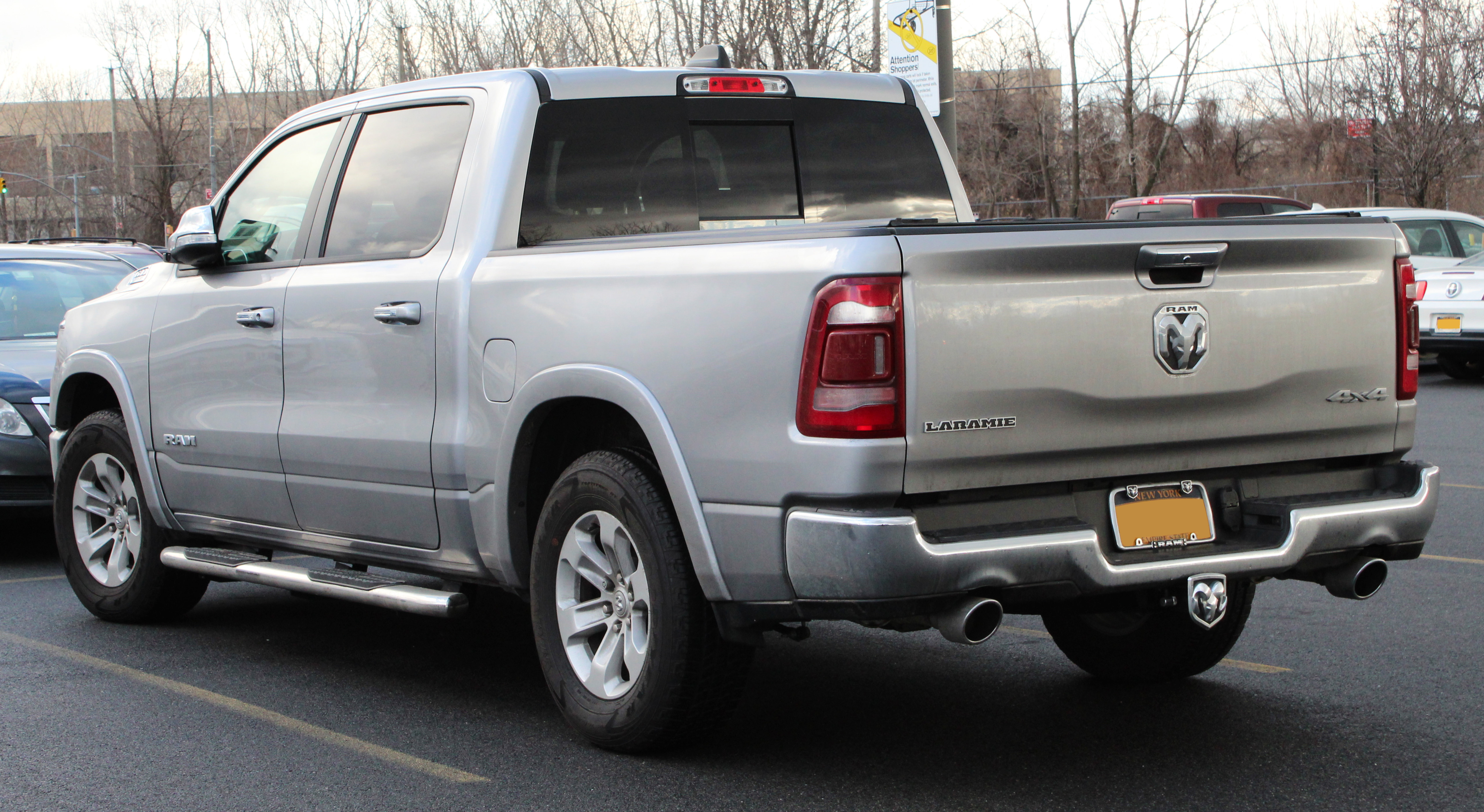
Ram 1500 Laramie
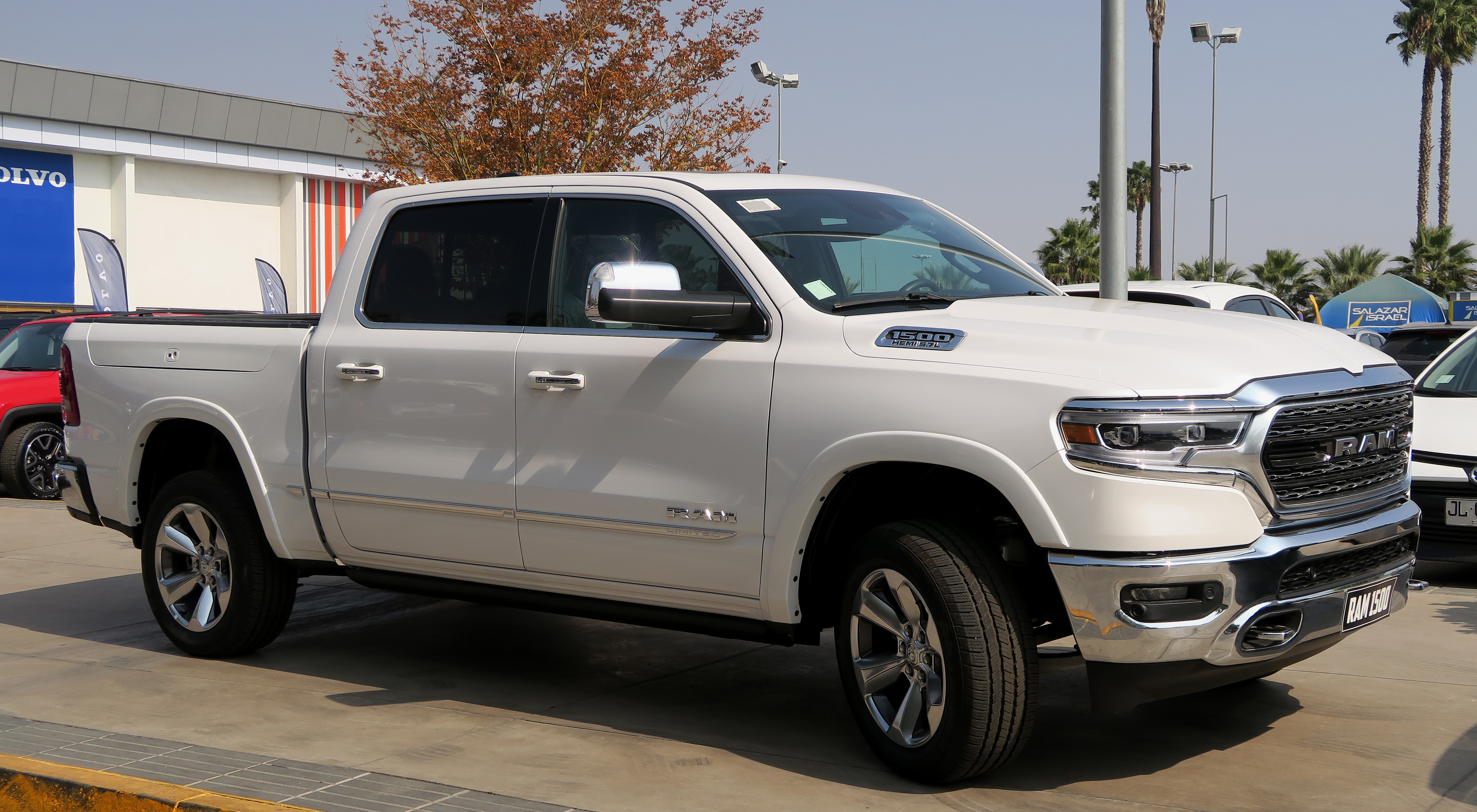
Ram 1500 Limited
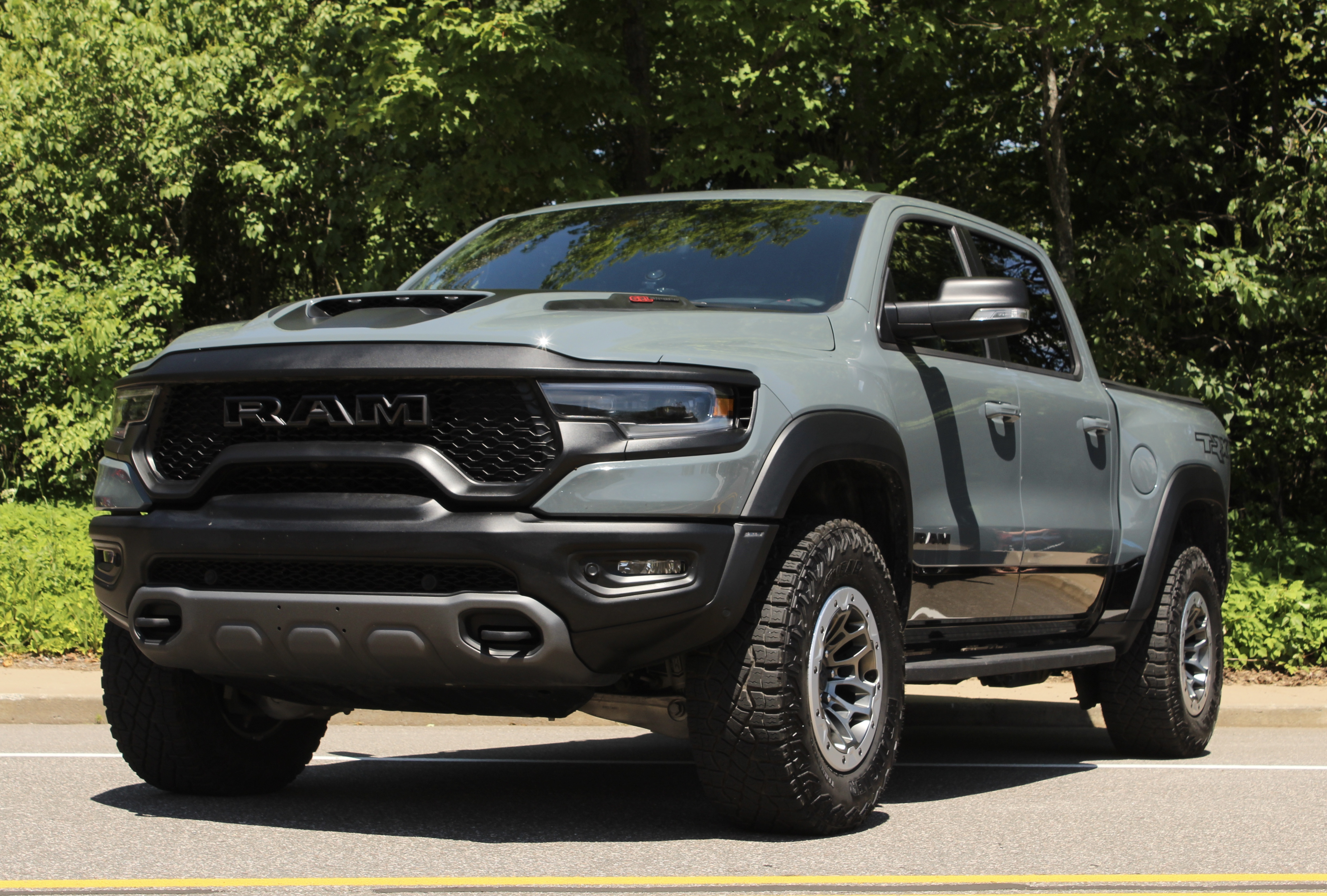
Ram 1500 TRX
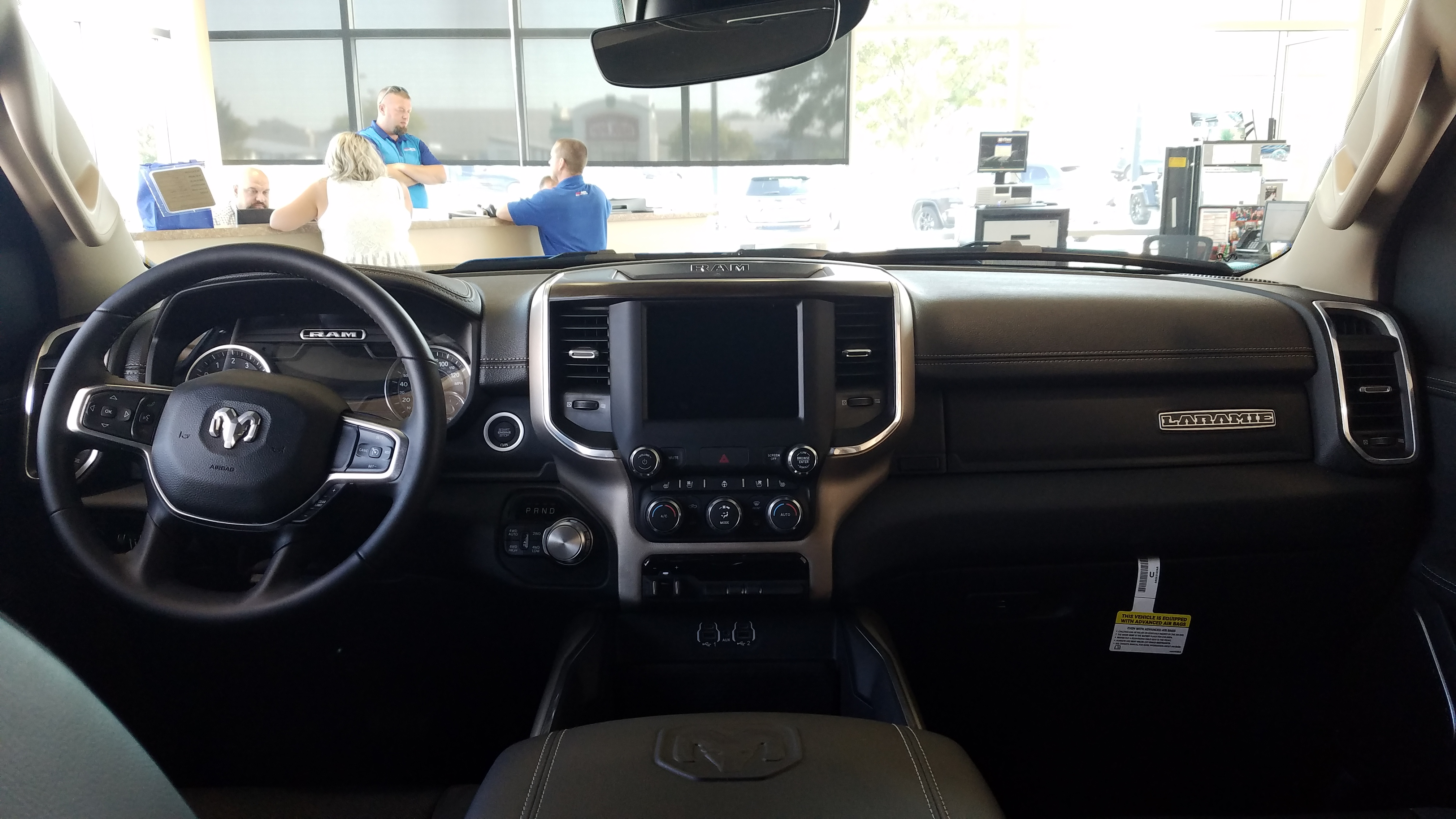
Место водителя